# Lijst van planetoïden 115401-115500
Dit is een lijst van planetoïden 115401-115500 in volgorde van catalogusnummer van het Minor Planet Center. Voor de volledige lijst zie de lijst van planetoïden.
| Naam                | Voorlopige naamgeving | Datum ontdekking  | Locatie ontdekking | Ontdekker                    |
| ------------------- | --------------------- | ----------------- | ------------------ | ---------------------------- |
| 115401 -            | 2003 SK291            | 29 september 2003 | Socorro            | LINEAR                       |
| 115402 -            | 2003 SR291            | 30 september 2003 | Socorro            | LINEAR                       |
| 115403 -            | 2003 SA292            | 30 september 2003 | Socorro            | LINEAR                       |
| 115404 -            | 2003 SA293            | 27 september 2003 | Socorro            | LINEAR                       |
| 115405 -            | 2003 SX293            | 28 september 2003 | Socorro            | LINEAR                       |
| 115406 -            | 2003 SK294            | 28 september 2003 | Socorro            | LINEAR                       |
| 115407 -            | 2003 ST294            | 28 september 2003 | Socorro            | LINEAR                       |
| 115408 -            | 2003 SU294            | 28 september 2003 | Socorro            | LINEAR                       |
| 115409 -            | 2003 SW294            | 28 september 2003 | Socorro            | LINEAR                       |
| 115410 -            | 2003 SN296            | 29 september 2003 | Anderson Mesa      | LONEOS                       |
| 115411 -            | 2003 SB297            | 16 september 2003 | Palomar            | NEAT                         |
| 115412 -            | 2003 SN297            | 18 september 2003 | Haleakala          | NEAT                         |
| 115413 -            | 2003 SA299            | 29 september 2003 | Anderson Mesa      | LONEOS                       |
| 115414 -            | 2003 SG299            | 29 september 2003 | Anderson Mesa      | LONEOS                       |
| 115415 -            | 2003 SJ299            | 29 september 2003 | Anderson Mesa      | LONEOS                       |
| 115416 -            | 2003 SP299            | 29 september 2003 | Socorro            | LINEAR                       |
| 115417 -            | 2003 SR299            | 30 september 2003 | Socorro            | LINEAR                       |
| 115418 -            | 2003 SY301            | 17 september 2003 | Palomar            | NEAT                         |
| 115419 -            | 2003 SG305            | 17 september 2003 | Palomar            | NEAT                         |
| 115420 -            | 2003 SJ306            | 30 september 2003 | Socorro            | LINEAR                       |
| 115421 -            | 2003 SN306            | 30 september 2003 | Socorro            | LINEAR                       |
| 115422 -            | 2003 SM307            | 26 september 2003 | Socorro            | LINEAR                       |
| 115423 -            | 2003 SG308            | 28 september 2003 | Socorro            | LINEAR                       |
| 115424 -            | 2003 SE310            | 28 september 2003 | Socorro            | LINEAR                       |
| 115425 -            | 2003 SH310            | 28 september 2003 | Socorro            | LINEAR                       |
| 115426 -            | 2003 SP311            | 29 september 2003 | Socorro            | LINEAR                       |
| 115427 -            | 2003 SG312            | 30 september 2003 | Kitt Peak          | Spacewatch                   |
| 115428 -            | 2003 SH313            | 18 september 2003 | Goodricke-Pigott   | R. A. Tucker                 |
| 115429 -            | 2003 SB315            | 17 september 2003 | Socorro            | LINEAR                       |
| 115430 -            | 2003 SF315            | 26 september 2003 | Palomar            | NEAT                         |
| 115431 -            | 2003 TJ1              | 4 oktober 2003    | Kingsnake          | J. V. McClusky               |
| 115432 -            | 2003 TQ2              | 1 oktober 2003    | Goodricke-Pigott   | J. W. Kessel                 |
| 115433 -            | 2003 TS2              | 2 oktober 2003    | Goodricke-Pigott   | J. W. Kessel                 |
| (115434) Kellyfast  | 2003 TU2              | 5 oktober 2003    | Goodricke-Pigott   | V. Reddy                     |
| 115435 -            | 2003 TM4              | 6 oktober 2003    | Anderson Mesa      | LONEOS                       |
| 115436 -            | 2003 TU4              | 1 oktober 2003    | Kitt Peak          | Spacewatch                   |
| 115437 -            | 2003 TG5              | 2 oktober 2003    | Kitt Peak          | Spacewatch                   |
| 115438 -            | 2003 TE6              | 1 oktober 2003    | Anderson Mesa      | LONEOS                       |
| 115439 -            | 2003 TN6              | 1 oktober 2003    | Anderson Mesa      | LONEOS                       |
| 115440 -            | 2003 TV6              | 1 oktober 2003    | Anderson Mesa      | LONEOS                       |
| 115441 -            | 2003 TO7              | 1 oktober 2003    | Anderson Mesa      | LONEOS                       |
| 115442 -            | 2003 TS7              | 1 oktober 2003    | Anderson Mesa      | LONEOS                       |
| 115443 -            | 2003 TK8              | 2 oktober 2003    | Socorro            | LINEAR                       |
| 115444 -            | 2003 TU8              | 3 oktober 2003    | Kitt Peak          | Spacewatch                   |
| 115445 -            | 2003 TF9              | 4 oktober 2003    | Kitt Peak          | Spacewatch                   |
| 115446 -            | 2003 TK9              | 5 oktober 2003    | Haleakala          | NEAT                         |
| 115447 -            | 2003 TM9              | 5 oktober 2003    | Haleakala          | NEAT                         |
| 115448 -            | 2003 TU9              | 14 oktober 2003   | Palomar            | NEAT                         |
| 115449 Robson       | 2003 TG10             | 14 oktober 2003   | New Milford        | John J. McCarthy Observatory |
| 115450 -            | 2003 TK10             | 15 oktober 2003   | Črni Vrh           | Črni Vrh                     |
| 115451 -            | 2003 TZ10             | 15 oktober 2003   | Palomar            | NEAT                         |
| 115452 -            | 2003 TB11             | 14 oktober 2003   | Anderson Mesa      | LONEOS                       |
| 115453 -            | 2003 TL11             | 14 oktober 2003   | Anderson Mesa      | LONEOS                       |
| 115454 -            | 2003 TF12             | 14 oktober 2003   | Anderson Mesa      | LONEOS                       |
| 115455 -            | 2003 TL12             | 14 oktober 2003   | Socorro            | LINEAR                       |
| 115456 -            | 2003 TD13             | 9 oktober 2003    | Anderson Mesa      | LONEOS                       |
| 115457 -            | 2003 TU13             | 5 oktober 2003    | Socorro            | LINEAR                       |
| 115458 -            | 2003 TN14             | 14 oktober 2003   | Anderson Mesa      | LONEOS                       |
| 115459 -            | 2003 TG15             | 15 oktober 2003   | Anderson Mesa      | LONEOS                       |
| 115460 -            | 2003 TL15             | 15 oktober 2003   | Anderson Mesa      | LONEOS                       |
| 115461 -            | 2003 TO15             | 15 oktober 2003   | Anderson Mesa      | LONEOS                       |
| 115462 -            | 2003 TZ15             | 15 oktober 2003   | Anderson Mesa      | LONEOS                       |
| 115463 -            | 2003 TF16             | 15 oktober 2003   | Anderson Mesa      | LONEOS                       |
| 115464 -            | 2003 TO16             | 15 oktober 2003   | Anderson Mesa      | LONEOS                       |
| 115465 -            | 2003 TM17             | 15 oktober 2003   | Palomar            | NEAT                         |
| 115466 -            | 2003 TM19             | 15 oktober 2003   | Palomar            | NEAT                         |
| 115467 -            | 2003 TW19             | 15 oktober 2003   | Anderson Mesa      | LONEOS                       |
| 115468 -            | 2003 TX20             | 15 oktober 2003   | Anderson Mesa      | LONEOS                       |
| 115469 -            | 2003 TZ31             | 1 oktober 2003    | Kitt Peak          | Spacewatch                   |
| 115470 -            | 2003 TE57             | 5 oktober 2003    | Socorro            | LINEAR                       |
| 115471 -            | 2003 UA1              | 16 oktober 2003   | Palomar            | NEAT                         |
| 115472 -            | 2003 UD3              | 16 oktober 2003   | Kitt Peak          | Spacewatch                   |
| 115473 -            | 2003 UP3              | 17 oktober 2003   | Socorro            | LINEAR                       |
| 115474 -            | 2003 UE4              | 16 oktober 2003   | Palomar            | NEAT                         |
| 115475 -            | 2003 UV4              | 17 oktober 2003   | Socorro            | LINEAR                       |
| 115476 -            | 2003 UF7              | 18 oktober 2003   | Socorro            | LINEAR                       |
| (115477) Brantanica | 2003 UK8              | 19 oktober 2003   | Wrightwood         | J. W. Young                  |
| 115478 -            | 2003 UT8              | 16 oktober 2003   | Socorro            | LINEAR                       |
| 115479 -            | 2003 UP10             | 19 oktober 2003   | Anderson Mesa      | LONEOS                       |
| 115480 -            | 2003 UC11             | 19 oktober 2003   | Kvistaberg         | Uppsala-DLR Asteroid Survey  |
| 115481 -            | 2003 UG12             | 20 oktober 2003   | Palomar            | NEAT                         |
| 115482 -            | 2003 UV14             | 16 oktober 2003   | Kitt Peak          | Spacewatch                   |
| 115483 -            | 2003 UJ16             | 16 oktober 2003   | Anderson Mesa      | LONEOS                       |
| 115484 -            | 2003 UL19             | 20 oktober 2003   | Palomar            | NEAT                         |
| 115485 -            | 2003 UR19             | 22 oktober 2003   | Wrightwood         | J. W. Young                  |
| 115486 -            | 2003 UN20             | 21 oktober 2003   | Socorro            | LINEAR                       |
| 115487 -            | 2003 UK21             | 18 oktober 2003   | Anderson Mesa      | LONEOS                       |
| 115488 -            | 2003 UL21             | 18 oktober 2003   | Palomar            | NEAT                         |
| 115489 -            | 2003 UO21             | 18 oktober 2003   | Kitt Peak          | Spacewatch                   |
| 115490 -            | 2003 UQ21             | 20 oktober 2003   | Kingsnake          | J. V. McClusky               |
| 115491 -            | 2003 UT21             | 21 oktober 2003   | Kingsnake          | J. V. McClusky               |
| (115492) Watonga    | 2003 UR22             | 23 oktober 2003   | Emerald Lane       | L. Ball                      |
| 115493 -            | 2003 UP23             | 22 oktober 2003   | Kitt Peak          | Spacewatch                   |
| 115494 -            | 2003 UW24             | 17 oktober 2003   | Anderson Mesa      | LONEOS                       |
| 115495 -            | 2003 UD25             | 21 oktober 2003   | Socorro            | LINEAR                       |
| 115496 -            | 2003 UF26             | 24 oktober 2003   | Socorro            | LINEAR                       |
| 115497 -            | 2003 UG26             | 24 oktober 2003   | Socorro            | LINEAR                       |
| 115498 -            | 2003 UN26             | 25 oktober 2003   | Goodricke-Pigott   | R. A. Tucker                 |
| 115499 -            | 2003 UO26             | 25 oktober 2003   | Goodricke-Pigott   | R. A. Tucker                 |
| 115500 -            | 2003 UC27             | 23 oktober 2003   | Goodricke-Pigott   | R. A. Tucker                 |